# Parafia Podwyższenia Krzyża Świętego w Borusowej
Parafia Podwyższenia Krzyża Świętego w Borusowej – parafia rzymskokatolicka, znajdująca się w diecezji tarnowskiej, w dekanacie Żabno.